# سور هادريان

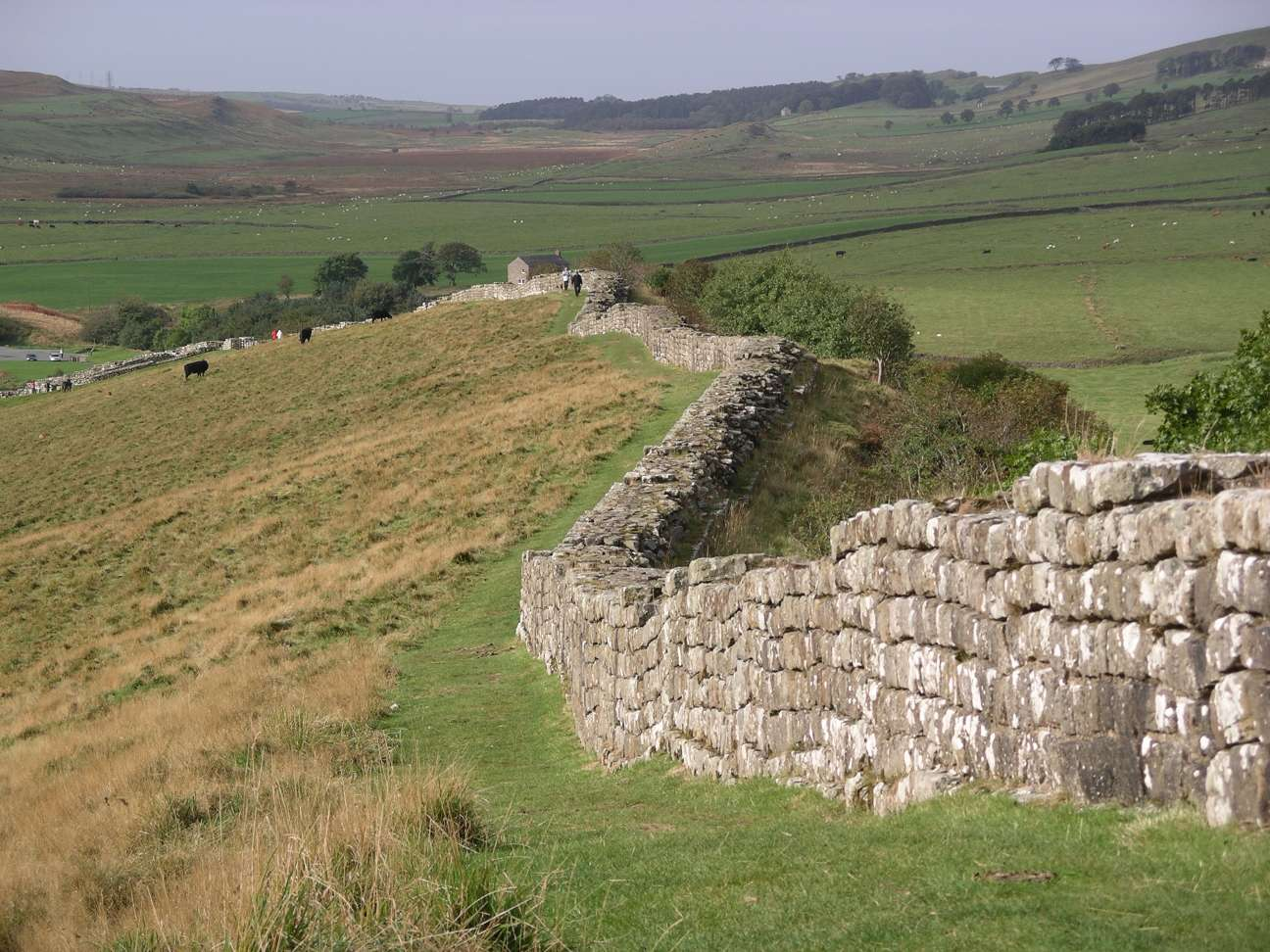
قطاعات من سور هادريان باقية بالقرب من جرين هيد وعلى امتداد الطريق، على الرغم من أن قطاعات كبيرة من السور تم تفكيكها عبر السنوات لاستخدام أحجارها للمشروعات البنائية القريبة من موقع السور.

سور هادريان (بالإنجليزية: Hadrian's Wall) هو سور حجري وتحصينات بناها الإمبراطور الروماني هادريان سنة122 م بعرض إنجلترا الحالية. وكان الثاني من ثلاثة أسوار بنيت عبر إنجلترا الأول كان سلسلة تلال جاسك والثاني هو سور أنطونيوس. وبنيت الثلاثة الأسوار لصد الغارات العسكرية من القبائل القديمة قبائل بكتاش والتي كانت تسكن أرض اسكتلندا في الشمال وذلك لتحسين الثبات الاقتصادي وتوفير ظروف أمان وسلامة في بريطانيا المقاطعة الرومانية إلى الجنوب ولتحديد حدود الإمبراطورية الرومانية وقد كانت تقوم على طول السور حصون صغيرة أو ما يسمى بالقلاع الميلية أو أبراج إضافة إلى سبع عشرة قلعة رومانية.
ويُذكر أنَّ سور هادريان هو الأشهر بين الثلاثة أسوار نظراً لوجوده حتى يومنا هذا.

## في الثقافة الشعبية

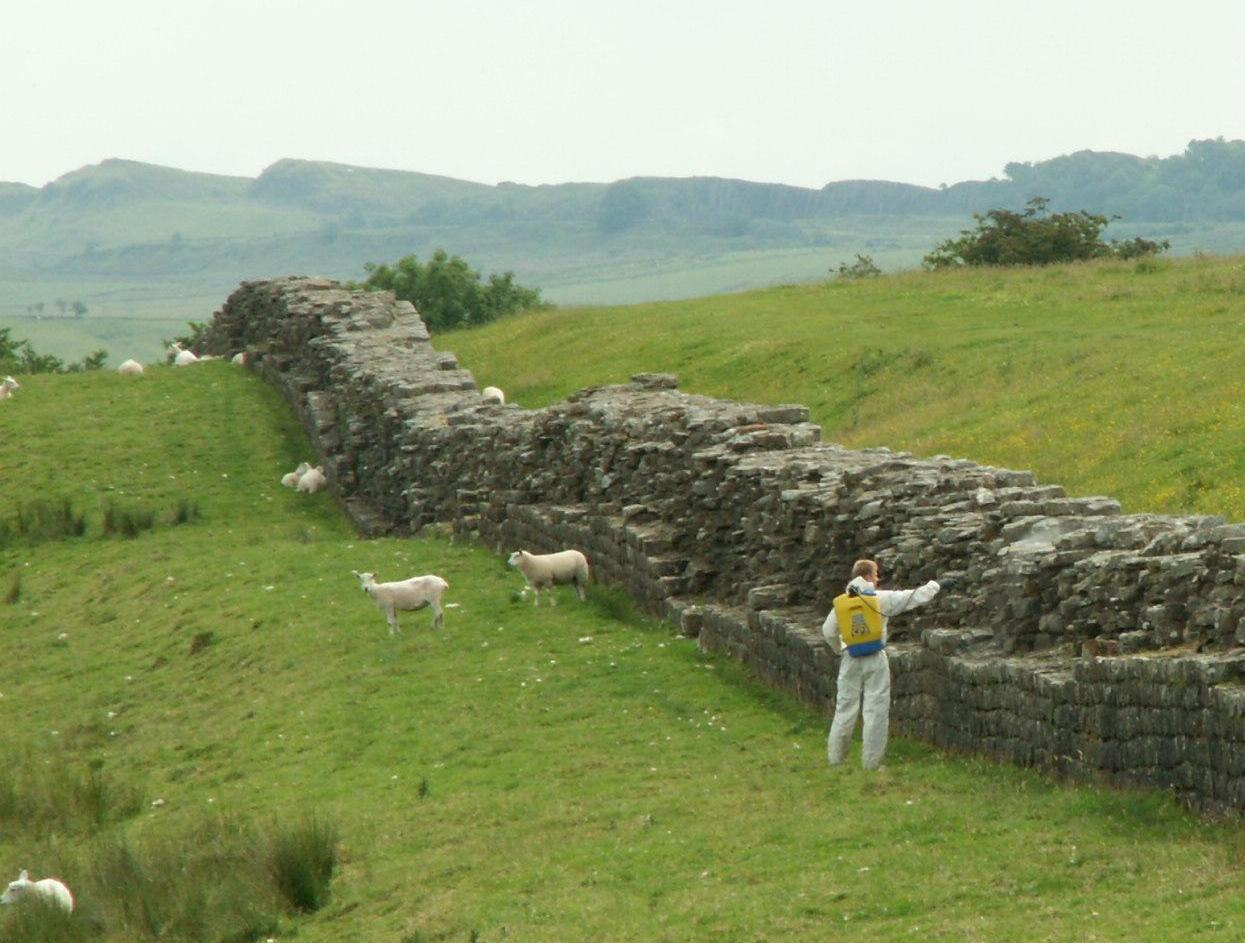
السور

### الكتب
- «نسر التاسع» هي رواية أطفال شهيرة بقلم روزماري ساتكليف، نُشرت عام 1954. تحكي قصة ضابط روماني شاب يتجه شمالاً إلى ما وراء سور هادريان بحثًا عن لواء النسر  [لغات أخرى]‏ المفقود للفيلق التاسع المفقود. وقد استوحيت فكرتها من نسر سيلشيستر البرونزي الذي عثر عليه في عام 1866. كان الكتاب نفسه مصدر إلهام لفيلم النسر الذي صدر عام 2011.
- تتضمن مجموعة القصص القصيرة لجيم شيبارد بعنوان «كما تفهم على أي حال» (2007) قصة بعنوان «سور هادريان» وهي رواية خيالية عن كاتب يعيش ويعمل أثناء بناء الجدار.[7]
- ساهم الكاتب الإنجليزي الحائز على جائزة نوبل روديارد كبلينج في الصورة الشعبية لـ«سور البيكتس العظيم» في قصصه القصيرة عن بارنيزيوس، الفيلق الروماني الذي دافع عن السور ضد البيكتس. تشكل هذه القصص جزءًا من مختارات قرص تلة بوك، التي نُشرت في عام 1906.[8]
- اعترف المؤلف الأمريكي جورج ر. ر. مارتن بأن سور هادريان كان مصدر إلهام للجدار في سلسلته الأكثر مبيعًا أغنية الجليد والنار، والتي تم تجسيدها في المسلسل التلفزيوني الخيالي صراع العروش، حيث يقع السور أيضًا في شمال قارة ويستروس ويمتد من الساحل إلى الساحل.[9]
- في سلسلة بريتانيا الخيالية التي كتبها إم جيه ترو  [لغات أخرى]‏، كان سور هادريان هو الموقع المركزي، وتم تصوير كويل هين  [لغات أخرى]‏ وبادارن بيسرود  [لغات أخرى]‏ على أنهما جنود حدود.[10]
- يعد كتاب سور هادريان الذي كتبه أدريان جولدسورثي تاريخًا موجزًا للجدار.[11]

### الأفلام
- يستخدم فيلم المغامرات والرومانسية الأمريكي روبن هود: أمير اللصوص عام 1991 منطقة سيكامور جاب كموقع.[12] لا يزال سور هادريان قائما بشموخ في نفس الموقع، ولكن شجرة الجميز لا تزال قائمة.
- يحكي فيلم الدراما والأكشن النسر لعام 2011 قصة ضابط روماني شاب ينطلق عبر سور هادريان إلى المرتفعات المجهولة في كاليدونيا لاستعادة لواء النسر الروماني المفقود التابع للفيلق التاسع. يروي فيلم Centurion لعام 2010 قصة مماثلة.
- كان سور هادريان أيضًا بمثابة نقطة محورية رئيسية في فيلم الملك آرثر لعام 2004، حيث تم فتح إحدى بواباته الرئيسية لأول مرة منذ بنائه للسماح لآرثر وفرسانه بالمرور إلى الشمال لمهمتهم. معركة بادون  [لغات أخرى]‏ الحاسمة بين البريطانيين بقيادة آرثر وفرسانه، والساكسونيين بقيادة سيرديك وابنه سينريك، تجري أحداثها داخل الجدار مباشرة.

### الموسيقى
- الأغنية الافتتاحية من أول ألبوم منفرد لفرقة مكسيم مطبخ الجحيم تحمل اسم «سور هادريان».[13]

### التلفزيون
- كانت الحلقة السابعة للموسم الثامن من المسلسل التلفزيوني الوثائقي عجائب حديثة تتحدث عن سور هادريان.[14] تم إصداره في 1 مارس 2001.[14]

### الشِعر
- كتب الشاعر الإنجليزي دبليو إتش أودن نصًا لبرنامج وثائقي إذاعي لهيئة الإذاعة البريطانية (بي بي سي) بعنوان سور هادريان، والذي تم بثه على برنامج المنطقة الشمالية الشرقية لهيئة الإذاعة البريطانية في عام 1937. نشر أودن لاحقًا قصيدة من السيناريو بعنوان «موسيقى البلوز الرومانية» في كتابه وقت آخر. القصيدة عبارة عن مونولوج قصير يُقال بصوت جندي روماني وحيد متمركز عند الجدار.[15]

### ألعاب الفيديو
- ظهر سور هادريان في أساسنز كريد فالهالا. يمكن زيارة الموقع من قبل بطل الرواية إيفور من عشيرة الغراب خلال سبعينيات القرن التاسع عشر.[16]
- يظهر سور هادريان في ملوك الصليبية 3 كمبنى تاريخي يوفر فائدة اقتصادية للاعب أو الذكاء الاصطناعي الذي يتحكم في المقاطعة.[17]
- أول إعادة بناء رقمية في العالم لنظام سور هادريان بأكمله متاحة لمايكروسوفت فلايت سيمولتر 2020.

### الألعاب اللوحية
- تم إصدار لعبة لوحية تحمل نفس الاسم في عام 2021، حيث يتم تكليفك ببناء الجدار والدفاع عنه.[18] في عام 2022 تم ترشيح اللعبة لجوائز الطاولة الأمريكية في فئة الألعاب الإستراتيجية.[19]

## للقراءة الإضافية
- Alberti، Marta؛ Mountain، Katie، المحررون (2022). Hadrian's Wall: Exploring its Past to Protect its Future. Summertown, Oxford, UK: Archaeopress Publishing. ISBN:978-1-80327-274-0.
- Birley، A.R. (1963). Hadrians Wall Illustrated Guide. London: Her Majesty's Stationery Office (HMSO).
- Burton, Anthony. Hadrian's Wall Path. 2004. Aurum Press Ltd. (ردمك 185410893X).
- Breeze، David John (2023). Hadrian's Wall. Oxford: Archaeopress. ISBN:9781803274164.
- Breeze، David J. (2023). The hinterland of Hadrian's Wall. Oxford: Archaeopress. ISBN:9781803275475.
- Chaichian, Mohammad. 2014. "Hadrian's Wall: An Ill-Fated strategy for Tribal Management in Roman Britain", in Empires and Walls: Globalization, Migration, and Colonial Domination (Brill, pp. 23–52). https://www.amazon.com/Empires-Walls-Globalization-Migration-Domination/dp/1608464229.
- Davies, Hunter. A Walk along the Wall, 1974. Weidenfeld & Nicolson: London (ردمك 0297767100).
- de la Bédoyère, Guy. Hadrian's Wall: A History and Guide. Stroud: Tempus, 1998. (ردمك 0752414070).
- England's Roman Frontier: Discovering Carlisle and Hadrian's Wall Country. Hadrian's Wall Heritage Ltd and Carlisle Tourism Partnership. 2010.
- Forde-Johnston, James L. Hadrian's Wall. London: Michael Joseph, 1978. (ردمك 0718116526).
- Hadrian's Wall Path (map). Harvey, 12–22 Main Street, Doune, Perthshire FK16 6BJ. harveymaps.co.uk
- Higgins، Charlotte (2014). "Chapter Seven: Hadrian's Wall". Under Another Sky: Journeys in Roman Britain. London: Vintage. ISBN:978-0099552093.
- Hodgson، Nick (2017). Hadrian's Wall. Marlborough, UK: Robert Hale. ISBN:978-0719818158.
- Moffat, Alistair, The Wall. 2008. Birlinn Limited Press. (ردمك 1841586757).
- Shanks، Michael (2012). 'Let me tell you about Hadrian's Wall ...' Heritage, Performance, Design. مؤرشف من الأصل في 2024-10-01.
- Speed, John – A set of Speed's maps were issued bound in a single volume in 1988 in association with the British Library and with an introduction by Nigel Nicolson as The Counties of Britain: A Tudor Atlas by John Speed.
- Murphy، K؛ Collins، R (2024). "WallGIS: A Database and GIS for Hadrian's Wall (Data paper)". Internet Archaeology ع. 67. DOI:10.11141/ia.67.24. مؤرشف من الأصل في 2025-02-20.
- Tomlin, R. S. O., "Inscriptions" in Britannia (2004), vol. xxxv, pp. 344–345 (the Staffordshire Moorlands cup naming the Wall).
- Wilson, Roger J. A., A Guide to the Roman Remains in Britain. London: Constable & Company, 1980; (ردمك 009463260X).

## وصلات خارجية
- In Our Time Radio series with Greg Woolf, Professor of Ancient History at the University of St Andrews, David Breeze, Former Chief Inspector of Ancient Monuments for Scotland and Visiting Professor of Archaeology at the University of Durham and Lindsay Allason-Jones OBE, FSA, FSA Scot, Former Reader in Roman Material Culture at the University of Newcastle
- Hadrian's Wall on the Official Northumberland Visitor website
- Hadrian's Wall Discussion Forum
- UNESCO Frontiers of the Roman Empire
- News on the Wall path
- English Lakes article
- iRomans – website with interactive map of Cumbrian section of Hadrian Wall
- Well illustrated account of sites along Hadrian's Wall نسخة محفوظة 29 May 2020 على موقع واي باك مشين.